# Sladkorni trs
Sladkorni trs (znanstveno ime Saccharum officinarum) je večletna tropska rastlina iz družine trav, ki v steblu vsebuje okoli 10 % saharoze na enoto suhe teže. Izvira iz Nove Gvineje, kjer so jo pred 6000 leti pričeli vzgajati iz divjih trsov, in jo zdaj gojijo v številnih tropskih ter subtropskih predelih sveta za pridelavo sladkorja. Glavni kultivarji, ki jih gojijo v komercialne namene, so križanci te in bližnje sorodnih vrst.